# Ilkley
Ilkley /ˈɪlkli/ est une ville du Royaume-Uni, dans le nord de l'Angleterre.  

## Histoire
Ilkley est considéré le nom moderne d'Olicana de l'empire romain.  Un autel breton dédié à la déesse Verbeia a été retrouvé à Ilkley. C’est l’unique témoignage de cette déesse au monde. 

## Population
Ilkley compte 14 809 habitants (Census 2011).

## Transports
Il y a une gare.

## Personnalités liées à la ville
L'actrice Georgie Henley réside à Ilkley avec sa sœur Rachel Henley.